# Euchera albida
Euchera albida is een vlinder uit de familie van de Eupterotidae. De wetenschappelijke naam van deze soort is voor het eerst voorgesteld als Phricodia ? Albida door Carl Plötz in een publicatie uit 1880.
De soort komt voor in Kameroen en Gabon.